# Anthrax doliops
Anthrax doliops är en tvåvingeart som beskrevs av Hesse 1956. Anthrax doliops ingår i släktet Anthrax och familjen svävflugor. Inga underarter finns listade i Catalogue of Life.